# Drilus
Genre
Drilus est un genre d'insectes coléoptères de la famille des Drilidae.

## Description

### Dimorphisme sexuel
Les femelles, à la morphologie larviforme, sont aptères.

## Écologie
Les larves se nourrissent d'escargots.

## Distribution
Les espèces du genre Drilus se retrouvent dans le Caucase et aux alentours de la Méditerranée.

## Liste des espèces rencontrées en Europe
- Drilus amabilis
- Drilus concolor
- Drilus creticus
- Drilus distincticollis
- Drilus flavescens
- Drilus fulvicollis
- Drilus fulvicornis
- Drilus funebris
- Drilus humeralis
- Drilus longulus
- Drilus rufipes
- Drilus schwarzi
- Drilus striatus
- Drilus testaceipes

## Liste d'espèces
Selon BioLib (1 janvier 2019) :
- Drilus adustus (Chevrolat, 1854)
- Drilus akbesianus (Fairmaire, 1895)
- Drilus amabilis Schaufuss, 1867
- Drilus atripennis Pic, 1934
- Drilus attenuatus Pic, 1914
- Drilus basilewskyi Wittmer, 1962
- Drilus bicolor Schaufuss, 1867
- Drilus bleusei (Olivier, 1913)
- Drilus concolor Ahrens, 1812
- Drilus creticus Pic, 1905
- Drilus distincticollis Pic, 1907
- Drilus flavescens Olivier, 1790
- Drilus frontalis Schaufuss, 1867
- Drilus fulvicollis Audouin, 1824
- Drilus fulvicornis Kiesenwetter, 1859
- Drilus fulvitarsis Baudi di Selve, 1871
- Drilus funebris Reitter, 1894
- Drilus humeralis Pic, 1931
- Drilus iljini Barovskij, 1922
- Drilus impressiceps Pic, 1913
- Drilus iranicus Wittmer, 1967
- Drilus kandyanus Bourgeois, 1903
- Drilus latithorax Pic, 1902
- Drilus longulus Kiesenwetter, 1859
- Drilus mauritanicus Lucas, 1842
- Drilus nemethi Kundrata, Kobieluszova & Bocak, 2014
- Drilus novoathonius Sumakow, 1903
- Drilus obscuricornis Pic, 1899
- Drilus posticus Schaufuss, 1867
- Drilus ramosus Fairmaire, 1883
- Drilus rectus Schaufuss, 1867
- Drilus rufipes (Baudi, 1871)
- Drilus schwarzi Reitter, 1891
- Drilus striatus Pic, 1929
- Drilus subparallelus Pic, 1934
- Drilus testaceipennis Pic, 1918
- Drilus testaceipes Pic, 1933
- Drilus truquii (Baudi di Selve, 1871)